# Povídky Stephena Kinga
Tento článek je seznamem novel, povídek a dalších krátkých děl (báseň, esej, scénář) spisovatele Stephena Kinga, které byly přeloženy do češtiny a knih, které obsahují alespoň jedno takové dílo.

## Knihy
Tato kapitola je abecedním seznamem českých knih obsahující alespoň jednu novelu, povídku či jiné krátké dílo Stephena Kinga.

### Bazar zlých snů
| Český název knihy | Název originálu          | Rok vydání originálu | Překlad          | Rok vydání v ČR | Počet stránek |
| ----------------- | ------------------------ | -------------------- | ---------------- | --------------- | ------------- |
| Bazar zlých snů   | The Bazaar of Bad Dreams | 2015                 | Linda Bartošková | 2016            | 472           |

V úvodu knihy Stephen King uvádí: Některé z těchto povídek už byly publikovány, ale to neznamená, že byly tehdy hotové a že jsou hotové i teď. Dokud spisovatel neodejde do důchodu nebo neumře, jeho dílo hotové není. Vždycky se dá trochu přeleštit nebo v něčem upravit.
- 1.  Míle 81
- 2.  Premium Harmony
- 3.  Batman a Robin mají spor
- 4.  Duna
- 5.  Zlý chlapeček
- 6.  Smrt
- 7.  Kostnice
- 8.  Morálka
- 9.  Posmrtný život
- 10. Ur
- 11. Herman Wouk stále žije
- 12. Pod psa
- 13. Blokáda Billy
- 14. Pan Mňamka
- 15. Tommy
- 16. Zelený bůžek agonie
- 17. Ten autobus je jiný svět
- 18. Nekrology
- 19. Opilé rachejtle
- 20. Letní bouře

### Černočerná tma
| Český název knihy | Název originálu     | Rok vydání originálu | Překlad          | Rok vydání v ČR | Počet stránek |
| ----------------- | ------------------- | -------------------- | ---------------- | --------------- | ------------- |
| Černočerná tma    | Full Dark, No Stars | 2010                 | Linda Bartošková | 2011, 2018      | 322, 324      |

Ve čtyřech novelách King upozorňuje na to, jak relativní může být bezpečí známého prostředí každodenního života. V roce 2010 kniha získala cenu Bram Stoker Award za nejlepší sbírku fikcí (Best Fiction Collection) udělovanou asociací spisovatelů hororu Horror Writers Association (HWA).
- 1. 1922
- 2. Velký řidič
- 3. Prodlužování času
- 4. Dobré manželství

### Čtyři po půlnoci
Kniha Four Past Midnight obsahující čtyři novely získala v roce 1990 cenu Bram Stoker Award v kategorii nejlepší sbírku fikcí (Best Fiction Collection) udělovanou asociací spisovatelů hororu Horror Writers Association (HWA). V českém vydání byla rozdělena do dvou svazků:
| Český název knihy                                            | Název originálu    | Rok vydání originálu | Překlad      | Rok vydání v ČR | Počet stránek |
| ------------------------------------------------------------ | ------------------ | -------------------- | ------------ | --------------- | ------------- |
| Čtyři po půlnoci – Časožrouti, Skryté okno do skryté zahrady | Four Past Midnight | 1990                 | Ivan Němeček | 2002, 2017      | 388, 455      |

- 1. Časožrouti
- 2. Skryté okno do skryté zahrady

| Český název knihy                                    | Název originálu    | Rok vydání originálu | Překlad      | Rok vydání v ČR | Počet stránek |
| ---------------------------------------------------- | ------------------ | -------------------- | ------------ | --------------- | ------------- |
| Čtyři po půlnoci – Policajt z knihovny, Sluneční pes | Four Past Midnight | 1990                 | Ivan Němeček | 2002, 2017      | 365, 430      |

- 1. Policajt z knihovny
- 2. Sluneční pes

### Čtyři roční doby
| Český název knihy | Název originálu   | Rok vydání originálu | Překlad                                           | Rok vydání v ČR  | Počet stránek |
| ----------------- | ----------------- | -------------------- | ------------------------------------------------- | ---------------- | ------------- |
| Čtyři roční doby  | Different Seasons | 1982                 | Luboš Trávníček, Libuše Trávníčková, Ivan Němeček | 2003, 2014, 2021 | 471, 533, 471 |

Kniha se čtyřmi novelami se svým laděním poněkud liší od ostatní Kingovy tvorby. Sám King uvádí, že tři z uvedených příběhů nejsou horory. Podle všech čtyřech novel byly natočeny celovečerní filmy.
- 1. Rita Hayworthová a vykoupení z věznice Shawshank
- 2. Nadaný žák
- 3. Tělo
- 4. Dýchací metoda

### Dolanův cadillac
| Český název knihy                            | Název originálu          | Rok vydání originálu | Překlad      | Rok vydání v ČR | Počet stránek |
| -------------------------------------------- | ------------------------ | -------------------- | ------------ | --------------- | ------------- |
| Dolanův cadillac – Noční můry a snové výjevy | Nightmares & Dreamscapes | 1993                 | Ivan Němeček | 2004, 2020      | 318, 375      |

Kniha obsahuje prvních jedenáct povídek z originálu Nightmares & Dreamscapes (zbývající povídky byly vydány v Pátá čtvrtina):
- 1.  Dolanův cadillac
- 2.  Konec celé patálie
- 3.  Nechte dítek jíti ke mně
- 4.  Noční letec
- 5.  Taťka
- 6.  Přerůstá vás
- 7.  Zuby
- 8.  Věnování
- 9.  Prst
- 10. Tenisky
- 11. Víte, že tam mají pekelně dobrou kapelu?

### Fantasy & Horor 1995
| Název                | Název originálu                                             | Rok vydání originálu | Rok vydání v ČR | Počet povídek | Počet stránek |
| -------------------- | ----------------------------------------------------------- | -------------------- | --------------- | ------------- | ------------- |
| Fantasy & Horor 1995 | The Year’s Best Fantasy and Horror: Ninth Annual Collection | 1996                 | 1997            | 45            | 500           |

Antologie fantasy a hororových povídek a básní čtyřiceti čtyř různých autorů. Podle autorů sbírky se jedná o to nejlepší v tomto žánru, co v roce 1995 vyšlo. Kniha obsahuje jedinou povídku Stephena Kinga:
- 1. Oběd v restauraci Gotham

### Fantasy & Science Fiction 2008 – podzim
| Název                                   | Název originálu                         | Rok vydání originálu | Rok vydání v ČR | Počet povídek | Počet stránek |
| --------------------------------------- | --------------------------------------- | -------------------- | --------------- | ------------- | ------------- |
| Fantasy & Science Fiction 2008 – podzim | Fantasy & Science Fiction 2008 – podzim | 2008                 | 2008            | 7             | 240           |

Jedná se o českou mutaci amerického sci-fi a fantasy magazínu Fantasy & Science Fiction 2008 – podzim. Časopis vychází pravidelně čtyřikrát ročně již od roku 1949. Kniha obsahuje jedinou povídku Stephena Kinga:
- 1. Předplatné New York Times za mimořádně zvýhodněnou cenu

### Hlas krve
| Název     | Rok vydání | Počet povídek | Počet stránek |
| --------- | ---------- | ------------- | ------------- |
| Hlas krve | 1996       | 27            | 428           |

Antologie hororových příběhů, kterou sestavil Ivan Adamovič. Kniha obsahuje jedinou povídku Stephena Kinga:
- 1. Trápení s dětičkami

### Hodina děsu
| Český název knihy | Název originálu | Rok vydání originálu | Překlad    | Rok vydání v ČR | Počet stránek |
| ----------------- | --------------- | -------------------- | ---------- | --------------- | ------------- |
| Hodina děsu       | Skeleton Crew   | 1985                 | Jiří Janda | 1992            | 128           |

Kniha obsahuje pět povídek z originálu Skeleton Crew, které vybral Pavel Medek. Všechny dvaadvacet povídek obsahuje kniha Mlha:
- 1. Zkratka paní Toddové
- 2. Prám
- 3. Textový procesor bohů
- 4. Nona
- 5. Úžina

### Když teče krev
| Český název knihy | Název originálu | Rok vydání originálu | Překlad          | Rok vydání v ČR | Počet stránek |
| ----------------- | --------------- | -------------------- | ---------------- | --------------- | ------------- |
| Když teče krev    | If It Bleeds    | 2020                 | Linda Bartošková | 2021            | 348           |

Kniha obsahuje čtyři dosud nepublikované Kingovy novely, které spojuje strach z blížící se smrti.
- 1. Telefon pana Harrigana
- 2. Chuckův život
- 3. Když teče krev
- 4. Krysa

### Kniha hrůzy
| Český název knihy | Název originálu   | Rok vydání originálu | Překlad     | Rok vydání v ČR | Počet povídek | Počet stránek |
| ----------------- | ----------------- | -------------------- | ----------- | --------------- | ------------- | ------------- |
| Kniha hrůzy       | A Book of Horrors | 2011                 | Milan Žáček | 2012            | 14            | 360           |

Antologii dosud nevydaných hororových povídek Kniha hrůzy sestavil v roce 2011 britský editor Stephen Jones. Kniha obsahuje jedinou povídku Stephena Kinga:
- 1. Zelený bůžek bolesti

### Legendy 1: nové příběhy ze známých cyklů
| Český název knihy                        | Název originálu                                   | Rok vydání originálu | Překlad          | Rok vydání v ČR | Počet povídek | Počet stránek |
| ---------------------------------------- | ------------------------------------------------- | -------------------- | ---------------- | --------------- | ------------- | ------------- |
| Legendy 1: nové příběhy ze známých cyklů | Legends: Stories by the Masters of Modern Fantasy | 1998, 1999           | Linda Bartošková | 1999            | 5             | 369           |

Antologie Legendy 1: nové příběhy ze známých cyklů obsahuje povídky doplňující a dokreslující podle editora knihy Roberta Silverberga nejslavnější díla jednotlivých autorů. Kniha vyšla v anglickém originále původně v jednom svazku (11 povídek), o rok později ve dvou knihách. Tyto dva svazky byly přeloženy do češtiny. Povídka Stephena Kinga se týká jeho knižní série Temná věž a je uvedena v prvním svazku:
- 1. Sestřičky z Elurie

### Mlha
| Český název knihy | Název originálu | Rok vydání originálu | Překlad     | Rok vydání v ČR  | Počet stránek |
| ----------------- | --------------- | -------------------- | ----------- | ---------------- | ------------- |
| Mlha              | Skeleton Crew   | 1985                 | David Petrů | 2007, 2014, 2021 | 552, 628, 552 |

Kniha obsahuje jednu novelu a jednadavcet povídek Stephena Kinga:
- 1.  Mlha
- 2.  Zde jsou tygři
- 3.  Opice
- 4.  I povstal Kain
- 5.  Zkratka paní Toddové
- 6.  Jaunt
- 7.  Kšeft na svatbě
- 8.  Paranoia: Zaklínadlo
- 9.  Prám
- 10. Textový procesor bohů
- 11. Muž, který nepodával pravici
- 12. Plážový svět
- 13. Obraz smrtky
- 14. Nona
- 15. Pro Owena
- 16. Nezmar
- 17. Náklaďák strejdy Otta
- 18. Ranní rozvážky
- 19. Bourák: Příběh z prádelny
- 20. Babička
- 21. Balada o pružné kulce
- 22. Úžina

### Mrtví se někdy vracejí
| Český název knihy      | Název originálu | Rok vydání originálu | Překlad     | Rok vydání v ČR | Počet stránek |
| ---------------------- | --------------- | -------------------- | ----------- | --------------- | ------------- |
| Mrtví se někdy vracejí | Night Shift     | 1978                 | Pavel Medek | 1992            | 160           |

Kniha obsahuje osm povídek z originálu Night Shift. Všech dvacet povídek obsahuje kniha Noční směna:
- 1. Noční směna
- 2. Šroťák
- 3. Bojiště
- 4. Mrtví se někdy vracejí
- 5. Římsa
- 6. Nekuřáci, a. s.
- 7. Poslední příčka žebříku
- 8. Na dobrou noc

### Na pomezí
| Český název knihy | Název originálu      | Rok vydání originálu | Překlad        | Rok vydání v ČR | Počet povídek | Počet stránek |
| ----------------- | -------------------- | -------------------- | -------------- | --------------- | ------------- | ------------- |
| Na pomezí         | From the Borderlands | 2003                 | Zdeněk Uherčík | 2005            | 25            | 368           |

Kniha poprvé vyšla v roce 2003 v pevné vazbě jako Borderlands 5, An Anthology Of Imaginative Fiction a poté v měkké vazbě pod názvem From the Borderlands.
Pětadvacet povídek do této antologie editoři vybírali z více než šesti set příběhů. Podle jejich vlastních slov nakonec zvolili prostě takové, které se jim z nějakého důvodu líbily. Kniha obsahuje jedinou povídku Stephena Kinga:
- 1. Rotoped

### Nadaný žák
| Český název knihy | Název originálu   | Rok vydání originálu | Překlad                       | Rok vydání v ČR | Počet stránek |
| ----------------- | ----------------- | -------------------- | ----------------------------- | --------------- | ------------- |
| Nadaný žák        | Different Seasons | 1982                 | Luboš Trávníček, Ivan Němeček | 1991            | 308           |

Kniha obsahuje dvě novely z originálu Different Seasons. Všechny čtyři novely obsahuje kniha Čtyři roční doby.
- 1. Nadaný žák
- 2. Tělo

### Nejlepší horory roku I
| Český název knihy      | Název originálu                    | Rok vydání originálu | Překlad                        | Rok vydání v ČR | Počet povídek | Počet stránek |
| ---------------------- | ---------------------------------- | -------------------- | ------------------------------ | --------------- | ------------- | ------------- |
| Nejlepší horory roku I | The Year’s Best Horror Stories XVI | 1988                 | Iva Nastálková, Oldřich Vidlák | 1994            | 15            | 284           |

Antologii patnácti povídek sestavil Karl Edward Wagner. Kniha obsahuje jedinou povídku Stephena Kinga:
- 1. Popsy

### Nenávist
| Český název knihy | Název originálu | Rok vydání originálu | Překlad        | Rok vydání v ČR | Počet povídek | Počet stránek |
| ----------------- | --------------- | -------------------- | -------------- | --------------- | ------------- | ------------- |
| Nenávist          | Transgressions  | 2005                 | Zdeněk Uherčík | 2006            | 10            | 815           |

Antologie deseti detektivních příběhů, kterou uspořádat Ed McBain. Obsahuje jedinou povídku Stephena Kinga:
- 1. Věci, které po sobě zanechali

### Noční směna
| Český název knihy | Název originálu | Rok vydání originálu | Překlad                               | Rok vydání v ČR  | Počet stránek |
| ----------------- | --------------- | -------------------- | ------------------------------------- | ---------------- | ------------- |
| Noční směna       | Night Shift     | 1978                 | Pavel Medek, Tomáš Eben, Ivan Němeček | 1996, 2009, 2018 | 399, 399, 470 |

Dvacet povídek Stephena Kinga zavede své čtenáře na důvěrně známá, obyčejná místa, která na první pohled nevzbuzují žádné podezření.
- 1.  Prokletí jeruzalémské / Prokletí Jeruzalému
- 2.  Noční směna
- 3.  Noční příboj
- 4.  Jsem brána
- 5.  Šroťák
- 6.  Kostlivec
- 7.  Šedá hmota
- 8.  Bojiště
- 9.  Náklaďáky
- 10. Mrtví se někdy vracejí
- 11. Jahodové jaro
- 12. Římsa
- 13. Trávníkář
- 14. Nekuřáci, a. s.
- 15. Já vím, co potřebuješ
- 16. Děti kukuřice
- 17. Poslední příčka žebříku
- 18. Muž, který miloval květiny
- 19. Na dobrou noc
- 20. Žena v pokoji

### Nová dobrodružství Sherlocka Holmese
Anglický originál knihy New adventures of Sherlock Holmes vyšel v roce 1987 jako připomínka uplynutí sto roků od vydání povídky Strakatý pás Sira Arthura Conana Doyla, v které se úplně poprvé objevily postavy Sherlocka Holmese a doktora Watsona. Později došlo k tisku dalších vydání. V ČR poprvé v roce 2000 rozdělené do čtyřech knih: Nová dobrodružství Sherlocka Holmese I až IV, v roce 2008 už v jediné knize Nová dobrodružství Sherlocka Holmese.
| Český název knihy                      | Název originálu                   | Rok vydání originálu | Překlad        | Rok vydání v ČR | Počet povídek | Počet stránek |
| -------------------------------------- | --------------------------------- | -------------------- | -------------- | --------------- | ------------- | ------------- |
| Nová dobrodružství Sherlocka Holmese I | New adventures of Sherlock Holmes | 1987, 1999           | Jana Velvarská | 2000            | 5             | 128           |

Kniha obsahuje jedinou povídku Stephena Kinga:
- 1. Případ pro doktora Watsona

| Český název knihy                    | Název originálu                   | Rok vydání originálu | Překlad        | Rok vydání v ČR | Počet povídek | Počet stránek |
| ------------------------------------ | --------------------------------- | -------------------- | -------------- | --------------- | ------------- | ------------- |
| Nová dobrodružství Sherlocka Holmese | New adventures of Sherlock Holmes | 1987, 1999           | Tomáš Suchomel | 2008            | 17            | 384           |

Kniha obsahuje jedinou povídku Stephena Kinga:
- 1. Doktorův případ

### Období vlkodlaka
| Český název knihy | Název originálu       | Rok vydání originálu | Překlad    | Rok vydání v ČR |
| ----------------- | --------------------- | -------------------- | ---------- | --------------- |
| Období vlkodlaka  | Cycle of the Werewolf | 1983, 1985           | Petr Dušek | 2003            |

Český překlad novely Období vlkodlaka vyšel pouze jako e-kniha.
- 1. Období vlkodlaka

### Osvícení v temnotě
| Český název knihy  | Název originálu     | Rok vydání originálu | Překlad     | Rok vydání v ČR | Počet povídek | Počet stránek |
| ------------------ | ------------------- | -------------------- | ----------- | --------------- | ------------- | ------------- |
| Osvícení v temnotě | Shining in the Dark | 2017                 | Milan Žáček | 2018            | 12            | 253           |

Antologii Shining in the Dark sestavil k 20. výročí založení projektu Lilja's Library (webové stránky o životě a díle Stephena Kinga) švédský publicista Hans-Ake Lilja. Kniha obsahuje jedinou Kingovu povídku:
- 1. Modrý kompresor

### Pátá čtvrtina
| Český název knihy                         | Název originálu          | Rok vydání originálu | Překlad                  | Rok vydání v ČR | Počet stránek |
| ----------------------------------------- | ------------------------ | -------------------- | ------------------------ | --------------- | ------------- |
| Pátá čtvrtina – Noční můry a snové výjevy | Nightmares & Dreamscapes | 1993                 | David Petrů, Anna Vrbová | 2004, 2021      | 325, 440      |

Kniha Pátá čtvrtina navazuje na knihu Dolanův cadillac – obsahuje zbývajících jedenáct povídek z originálu Nightmares & Dreamscapes. Poslední dvě chybějící díla (esej a báseň) však obsahuje až její druhé vydání z roku 2021:
- 1.  Porod
- 2.  Období dešťů
- 3.  Můj hezký poník
- 4.  Lituji, voláte správně
- 5.  Desátníci
- 6.  Crouch End
- 7.  Dům v Javorové ulici
- 8.  Pátá čtvrtina
- 9.  Doktorův případ
- 10. Umneyho poslední případ
- 11. Udrž hlavu (v druhém vydání 2021)
- 12. Majestátní Brooklyn (v druhém vydání 2021)
- 13. Žebrák a diamant

### Pulp Frictions. Historky drsné školy
| Český název knihy                    | Název originálu                    | Rok vydání originálu | Rok vydání v ČR | Počet povídek | Počet stránek |
| ------------------------------------ | ---------------------------------- | -------------------- | --------------- | ------------- | ------------- |
| Pulp Frictions. Historky drsné školy | Pulp Frictions, hardboiled stories | 1996                 | 2006            | 20            | 336           |

Antologie dvaceti detektivních povídek, kterí vybral Peter Haining, obsahuje jedinou povídku Stephena Kinga:
- 1. Doktorův případ

### Smrt má kola
| Český název knihy | Název originálu | Rok vydání originálu | Překlad           | Rok vydání v ČR | Počet povídek | Počet stránek |
| ----------------- | --------------- | -------------------- | ----------------- | --------------- | ------------- | ------------- |
| Smrt má kola      | Death on Wheels | 1999                 | Libuše Chocholová | 2001            | 19            | 272           |

Antologie Smrt má kola obsahuje devatenáct „automobilových“ povídek, které vybral Peter Haining. Kniha obsahuje jedinou povídku Stephena Kinga:
- 1. Kamiony

### Srdce v Atlantidě
| Český název knihy | Název originálu    | Rok vydání originálu | Překlad          | Rok vydání v ČR | Počet stránek |
| ----------------- | ------------------ | -------------------- | ---------------- | --------------- | ------------- |
| Srdce v Atlantidě | Hearts in Atlantis | 1999                 | Linda Bartošková | 2001, 2015      | 468, 526      |

Kniha obsahuje pět příběhů, které se odehrávají v časovém rozmezí čtyřiceti let – od začínajícího konfliktu ve Vietnamu, až po následky, které tato válka zanechala v duši válečného veterána.
- 1. Ničemní muži ve žlutých pláštích
- 2. Srdce v Atlantidě
- 3. Slepý Willie
- 4. Proč jsme byli ve Vietnamu
- 5. Nebeské stíny noci padají

### Stephen King jde do kina
| Český název knihy        | Název originálu                 | Rok vydání originálu | Překlad      | Rok vydání v ČR | Počet stránek |
| ------------------------ | ------------------------------- | -------------------- | ------------ | --------------- | ------------- |
| Stephen King jde do kina | Stephen King Goes to the Movies | 2009                 | Ivan Němeček | 2010            | 392           |

Kniha obsahuje pět povídek Stephena Kinga, které se staly předlohou k filmu. Ke každé je doplněn autorův komentář k jejímu filmového zpracování. V šesté kapitole knihy autor zmiňuje jeho deset nejoblíbenějších filmových adaptací.
- 1. 1408
- 2. Šroťák
- 3. Ničemové ve žlutých pláštích
- 4. Rita Hayworthová a vykoupení z věznice Shawshank
- 5. Děti kukuřice

### Temné vize
| Český název knihy | Název originálu | Rok vydání originálu | Překlad                      | Rok vydání v ČR | Počet povídek | Počet stránek |
| ----------------- | --------------- | -------------------- | ---------------------------- | --------------- | ------------- | ------------- |
| Temné vize        | Dark Visions    | 1989                 | Jana Oščádalová, Jan Oščádal | 1996            | 7             | 309           |

Kniha obsahuje sedm povídek tří různých autorů: Stephena Kinga, Dana Simmonse a George R. R. Martina. Kingovy povídky jsou tři:
- 1. Přemístění
- 2. Kecky
- 3. Věnování

### The best horror – povídky: III
| Český název knihy              | Název originálu | Překlad | Rok vydání | Počet povídek | Počet stránek |
| ------------------------------ | --------------- | ------- | ---------- | ------------- | ------------- |
| The best horror – povídky: III | Karel Mašek     | 1995    | 16         | 348           |               |

Antologie šestnácti hororových povídek obsahuje dvě povídky Stephena Kinga:
- 1. Typ pro přežití
- 2. Mandl

### The best horror – povídky: IV
| Název                         | Překlad     | Rok vydání | Počet povídek | Počet stránek |
| ----------------------------- | ----------- | ---------- | ------------- | ------------- |
| The best horror – povídky: IV | Karel Mašek | 1995       | 22            | 296           |

Antologii dvaadvaceti povídek sestavil Martin Ray Woods. Kniha obsahuje jedinou povídku Stephena Kinga:
- 1. Noční pilot

### Ve světle nebo ve stínu
| Název                   | Název originálu                                                              | Rok vydání originálu | Rok vydání v ČR | Počet povídek | Počet stránek |
| ----------------------- | ---------------------------------------------------------------------------- | -------------------- | --------------- | ------------- | ------------- |
| Ve světle nebo ve stínu | In Sunlight or In Shadow: Stories Inspired by the Paintings of Edward Hopper | 2016                 | 2017            | 17            | 280           |

Kniha obsahuje sedmnáct příběhů inspirovaných obrazy amerického malíře, grafika a ilustrátora Edwarda Hoppere. Před každou povídkou je vyobrazena reprodukce díla, kterým se spisovatel nechal inspirovat. Kniha obsahuje jedinou povídku Stephena Kinga:
- 1. Hudební salonek

### Valčík s temnotou
| Název             | Název originálu       | Rok vydání originálu | Rok vydání v ČR | Počet povídek | Počet stránek |
| ----------------- | --------------------- | -------------------- | --------------- | ------------- | ------------- |
| Valčík s temnotou | Dancing with the Dark | 1997                 | 1998            | 70            | 288           |

Kniha obsahuje sedmdesát pravdivých příběhů – jediný od Stephena Kinga:
- 1. Strýček Clayton

### Velká kniha příběhů Sherlocka Holmese
| Český název knihy                     | Název originálu                         | Rok vydání originálu | Rok vydání v ČR | Počet povídek | Počet stránek |
| ------------------------------------- | --------------------------------------- | -------------------- | --------------- | ------------- | ------------- |
| Velká kniha příběhů Sherlocka Holmese | The Big Book of Sherlock Holmes Stories | 2015                 | 2017            | 44            | 896           |

Antologie příběhů Sherlocka Holmese obsahuje jedinou povídku Stephena Kinga:
- 1. Doktorův případ

### Všechno je definitivní
| Český název knihy      | Název originálu       | Rok vydání originálu | Překlad                       | Rok vydání v ČR  | Počet stránek |
| ---------------------- | --------------------- | -------------------- | ----------------------------- | ---------------- | ------------- |
| Všechno je definitivní | Everything’s Eventual | 2002                 | David Petrů, Linda Bartošková | 2003, 2008, 2015 | 421, 417, 471 |

Čtrnáct temných povídek o setkání s mrtvými i o hrůzách, které na nás číhají v běžném životě.
- 1. Pitevní sál čtyři
- 2. Pán v černém obleku
- 3. Vše, co miluješ, ztratí se v dáli
- 4. Smrt Jacka Hamiltona
- 5. Místnost smrti
- 6. Sestřičky z Elurie
- 7. Všechno je definitivní
- 8. L. T. a jeho teorie domácích zvířat
- 9. Silniční virus míří na sever
- 10. Oběd v Gotham Café
- 11. Ten pocit, co popsat se dá jen těmi francouzskými slovy
- 12. 1408
- 13. Jízda na Střele
- 14. Čtvrťák pro štěstí

### Z upířích archivů. Kniha I.
| Český název knihy           | Název originálu     | Rok vydání originálu | Překlad              | Rok vydání v ČR | Počet povídek | Počet stránek |
| --------------------------- | ------------------- | -------------------- | -------------------- | --------------- | ------------- | ------------- |
| Z upířích archivů. Kniha I. | The Vampire Archive | 2007                 | Ivan Němeček a další | 2010            | 41            | 640           |

Antologie obsahuje jednaačtyřicet povídek, v nichž v hlavní roli vystupují upíři. Kniha obsahuje jedinou povídku Stephena Kinga:
- 1. Taťka

### Za soumraku
| Český název knihy | Název originálu   | Rok vydání originálu | Překlad          | Rok vydání v ČR | Počet stránek |
| ----------------- | ----------------- | -------------------- | ---------------- | --------------- | ------------- |
| Za soumraku       | Just After Sunset | 2008                 | Linda Bartošková | 2009, 2020      | 342, 405      |

Třináct povídek s tématem, kdy se normální život najednou obrátí „vzhůru nohama“.
- 1.  Willa
- 2.  Utíkej, Káčo, utíkej
- 3.  Harveyho sen
- 4.  Odpočívadlo
- 5.  Rotoped
- 6.  Věci, které po nich zůstaly
- 7.  Maturitní odpoledne
- 8.  N.
- 9.  Pekelný kocour
- 10. Předplatné New York Times za velmi výhodnou cenu
- 11. Němý
- 12. Ayana
- 13. V úzkých

### Zločin
| Český název knihy | Název originálu                     | Rok vydání originálu | Překlad      | Rok vydání v ČR | Počet povídek | Počet stránek |
| ----------------- | ----------------------------------- | -------------------- | ------------ | --------------- | ------------- | ------------- |
| Zločin            | A Century of Great Suspense Stories | 2001                 | Jiří Kobělka | 2003, 2005      | 35            | 624, 518      |

Antologii pětatřiceti detektivních povídek vybral Jeffery Deaver. Kniha obsahuje jedinou povídku Stephena Kinga:
- 1. Odvykači, a. s.

## Povídky
Tato kapitola je abecedním seznamem sto sedmi povídek, pětadvaceti novel a dalších krátkých děl (pěti básní, jedné eseje a jednoho scénáře) Stephena Kinga, které vyšly ve výše uvedených knihách.
- 1408 (1408) – povídka poprvé vyšla v audioknize Blood and Smoke a poté v Everything’s Eventual (2002) – česky Všechno je definitivní (2003, 2008, 2015) a v Stephen King Goes to the Movies (2009) – česky Stephen King jde do kina (2010). Švédský režisér Mikael Hafström natočil podle povídky v roce 2007 film – v hlavních rolích John Cusack a Samuel L. Jackson.
- 1922 (1922) – novela byla poprvé publikována v Full Dark, No Stars (2010) – česky Černočerná tma (2011, 2018). Podle novely natočila společnost Netflix v roce 2017 film.
- Ayana (Ayana) – povídka poprvé vyšla v časopise The Paris Review (2007) a poté v Just After Sunset (2008) – česky Za soumraku (2009, 2020).
- Babička (Gramma) – povídka byla poprvé publikována v časopise Weirdbook (1984) a poté v Skeleton Crew (1985) – česky Mlha (2007, 2014, 2021). Podle povídky byla natočena epizoda televizního seriálu The Twilight Zone (1986).
- Balada o pružné kulce (The Ballad of the Flexible Bullet) – povídka byla poprvé publikována v časopise The Magazine of Fantasy & Science Fiction (1984) a poté v Skeleton Crew (1985) – česky Mlha (2007, 2014, 2021).
- Batman a Robin mají spor (Batman and Robin Have an Altercation) – povídka byla poprvé publikována v časopisu Harper’s Magazine (2012) a Stephen King za ni obdržel v roce 2013 v kategorii fikce cenu Ellie – National Magazine Awards sponzorovanou American Society of Magazine Editors. Poté povídka vyšla v The Bazaar of Bad Dreams (2015) – česky Bazar zlých snů (2016).
- Blokáda Billy (Blockade Billy) – novela o fiktivním hráči baseballu je Kingovou odpovědí na otázky jeho čtenářů, kdy už konečně napíše něco o baseballu. Poprvé byla vydána nakladatelstvím Cemetery Dance Publications (2010) a ve stejném roce vyšla i jako audio kniha i e-kniha. Poté byla publikována v The Bazaar of Bad Dreams (2015) – česky Bazar zlých snů (2016).
- Bojiště (Battleground) – povídka byla poprvé publikována v časopise Cavalier (1972) a poté v Night Shift (1978) – česky Mrtví se někdy vracejí (1992) a Noční směna (1996, 2009, 2018). Podle povídky byl natočen americkou kabelovou televizí TNT první díl z osmi seriálu Nightmares & Dreamscapes: From the Stories of Stephen King vysílaného od 12. července 2006 do 2. srpna 2006. V hlavní roli William Hurt.
- Bourák: Příběh z prádelny (Big Wheels: A Tale of the Laundry Game) – povídka byla poprvé publikována v antologii New Terrors (1980) a poté v Skeleton Crew (1985) – česky Mlha (2007, 2014, 2021).
- Crouch End (Crouch End) – povídka poprvé vyšla v knize New Tales of the Cthulhu Mythos (1980) a poté ve sbírce Nightmares & Dreamscapes (1993) – česky Pátá čtvrtina (2004, 2021). King v povídce použil název severního předměstí Londýna Crouch End a mýtus o Cthulhu vytvořený spisovatelem Howardem Phillipsem Lovecraftem. Podle povídky byl natočen americkou kabelovou televizí TNT druhý díl z osmi seriálu Nightmares & Dreamscapes: From the Stories of Stephen King vysílaného od 12. července 2006 do 2. srpna 2006. V hlavních rolích Eion Bailey a Claire Forlani.
- Časožrouti (The Langoliers) – novela vyšla v knize Four Past Midnight (1990) – česky Čtyři po půlnoci (2002, 2017). Kniha získala v roce 1990 cenu Bram Stoker Award v kategorii nejlepší Fiction Collection. Novela The Langoliers byla v roce 1994 zfilmována – v hlavních rolích Frankie Faison, Bronson Pinchot a další.
- Čtvrťák pro štěstí (Luckey Quarter) – povídka byla poprvé publikována v týdeníku USA Weekend (1995), poté v limitované edici (vyšlo 1100 knih) Six Stories nakladatelství  Philtrum Press (1997) a pak v Everything’s Eventual (2002) – česky Všechno je definitivní (2003, 2008, 2015).
- Desátníci (The Ten O’Clock People) – povídka poprvé vyšla ve sbírce Nightmares & Dreamscapes (1993) – česky Pátá čtvrtina (2004, 2021).
- Děti kukuřice (Children of the Corn) – povídka byla poprvé publikována v časopise Penthouse (1977) a poté v Night Shift (1978) – česky Noční směna (1996, 2009, 2018) a v Stephen King Goes to the Movies (2009) – česky Stephen King jde do kina (2010). Povídka byla poprvé zfilmována v roce 1984 – česky Kukuřičné děti. Po úspěšném uvedení filmu byla natočeno od roku 1992 do roku 2020 dalších deset navazujících pokračování.
- Dobré manželství (A Good Marriage) – novela byla poprvé publikována v Full Dark, No Stars (2010) – česky Černočerná tma (2011, 2018). Podle novely a podle Kingova scénáře režisér Peter Askin natočil v roce 2012 film.
- Dolanův cadillac (Dolan’s Cadillac) – povídka poprvé vyšla rozdělena na více částí v Kingově oficiálním zpravodaji Castle Rock (únor–červen 1985), poté ve sbírce Nightmares & Dreamscapes (1993) – česky Dolanův cadillac (2004, 2020). Podle povídky byl natočen v roce 2008 stejnojmenný film, který režíroval Jeff Beesley, v hlavních rolích Christian Slater, Wes Bentley a Emmanuelle Vaugier.
- Dům v Javorové ulici (The House on Maple Street) – povídka je poprvé publikována v Nightmares & Dreamscapes (1993) – česky Pátá čtvrtina (2004, 2021). Z povídky vznikla audio kniha – text četla autorova manželka Tabitha King.
- Duna (The Dune) – povídka byla poprvé publikována v časopise Granta (2011) a poté v The Bazaar of Bad Dreams (2015) – česky Bazar zlých snů (2016).
- Dýchací metoda (The Breathing Method) – novela vyšla v Different Seasons (1982) – česky Čtyři roční doby (2003, 2014, 2021). Podle novely natočil v roce 2019 Scott Derrickson celovečerní film.
- Harveyho sen (Harvey’s Dream) – povídka vyšla v týdeníku The New Yorker (2003) a poté v Just After Sunset (2008) – česky Za soumraku (2009, 2020).
- Herman Wouk stále žije (Herman Wouk Is Still Alive) – povídka byla poprvé publikována v časopise The Atlantic (2011) a Stephen King za ni obdržel za rok 2011 cenu Bram Stoker Award v kategorii Best Short Fiction. Poté povídka vyšla v The Bazaar of Bad Dreams (2015) – česky Bazar zlých snů (2016).
- Hudební salonek (The Music Room) – povídka byla poprvé publikována v časopise Playboy (2016) a ve stejném roce o měsíc později v knize In Sunlight or in Shadow: Stories Inspired by the Paintings of Edward Hopper – česky Ve světle nebo ve stínu. Při psaní povídky se King nechal inspirovat obrazem amerického malíře, grafika a ilustrátora Edwarda Hoppera Pokoj v New Yorku[111] jehož reprodukci vlastní.
- Chuckův život (The Life of Chuck) – novela byla poprvé publikována v If It Bleeds (2020) – česky Když teče krev (2021).
- I povstal Kain (Cain Rose Up) – povídka byla poprvé publikována v časopise Ubris (1968) a poté v Skeleton Crew (1985) – česky Mlha (2007, 2014, 2021). Dle povídky byly natočeny dva krátké filmy (2013, 2021).
- Já vím, co potřebuješ (I Know What You Need) – povídka byla poprvé publikována v časopise Cosmopolitan (1976) a poté v Night Shift (1978) – česky Noční směna (1996, 2009, 2018). Podle povídky natočil v rámci projektu Dollar Baby, v kterém Stephen King začínajícím filmařům uděluje autorská práva za jeden dolar, Shawn S. Lealos krátký film.
- Jahodové jaro (Strawberry Spring) – povídka byla poprvé publikována v časopise Ubris (1968) a poté v Night Shift (1978) – česky Noční směna (1996, 2009, 2018). V roce 2021 společnosti Audio Up Media a iHeart Media nabídly adaptaci této povídky formou podcastu. V prosinci 2006 byla povídka zpracována Glennem Chadbournem jako komiks do knihy The Secretary of Dreams vydanou nakladatelstvím Cemetery Dance Publications.
- Jaunt (The Jaunt) – povídka byla poprvé publikována v časopise Twilight Zone Magazine (1981) a poté v Skeleton Crew (1985) – česky Mlha (2007, 2014, 2021).
- Jízda na Střele (Riding the Bullet) – povídka je označována jako Kingův debut na internetu. Nakladatelství Simon & Schuster ji s technologií SoftLock poprvé publikovalo jako první celosvětově rozšířenou e-knihu v roce 2000. Její stažení stálo dva a půl dolaru. Poté byla publikována v Everything’s Eventual (2002) – česky Všechno je definitivní (2003, 2008, 2015). Ve roce 2000 získala povídka nominaci Bram Stoker Award udělovanou asociací Horror Writers Association (HWA) na nejlepší noveletu.
- Jsem brána (I Am the Doorway) – povídka byla poprvé publikována v časopise Cavalier (1971) a poté v Night Shift (1978) – česky Noční směna (1996, 2009, 2018). V roce 2009 obdržel autorská práva na zfilmování povídky český režisér Robin Kašpařík – krátký film natočil v roce 2017. Podle povídky byl v rámci projektu Dollar Baby, v kterém Stephen King začínajícím filmařům uděluje autorská práva za jeden dolar, natočen v roce 2015 britským režisérem Matthew J. Rowneym film. Další filmové zpracování vytvořil v roce 2018 režisér Simon Pearce.
- Když teče krev (If It Bleeds) – novela byla poprvé publikována v If It Bleeds (2020) – česky Když teče krev (2021). Novela obsahuje odkazy na Kingova předchozí díla: Pan Mercedes, Právo nálezce, Konec hlídky a Outsider[112].
- Kecky (Sneakers) – povídka poprvé vyšla v knize Dark Visions (1989) – česky Temné vize (1996) a poté ve sbírce Nightmares & Dreamscapes (1993) – česky (v novém překladu pod názvem Tenisky) v Dolanův cadillac (2004, 2020).
- Konec celé patálie (The End of the Whole Mess) – povídka poprvé vyšla v časopise Omni (1986), poté ve sbírce Nightmares & Dreamscapes (1993) – česky Dolanův cadillac (2004, 2020). Podle povídky byl natočen americkou kabelovou televizí TNT čtvrtý díl z osmi seriálu Nightmares & Dreamscapes: From the Stories of Stephen King vysílaného od 12. července 2006 do 2. srpna 2006 – v hlavních rolích Ron Livingston a Henry Thomas.
- Kostlivec (The Boogeyman) – povídka byla poprvé publikována v časopise Cavalier (1973) a poté v Night Shift (1978) – česky Noční směna (1996, 2009, 2018). Podle povídky Jeff C. Schiro natočil film v roce 1982. Poté podle povídky David Oakes vytvořil divadelní hru. V roce 2010 irský filmař Gerard Lough vytvořil podle povídky sedmadvaceti minutový film.
- Kostnice (The Bone Church) – báseň byla poprvé publikována v časopise Playboy (2009) a poté v The Bazaar of Bad Dreams (2015) – česky Bazar zlých snů (2016).
- Krysa (Rat) – novela byla poprvé publikována v If It Bleeds (2020) – česky Když teče krev (2021).
- Kšeft na svatbě (The Wedding Gig) – povídka byla poprvé publikována v časopise Ellery Queen’s Mystery Magazine a poté Skeleton Crew (1985) – česky Mlha (2007, 2014, 2021).
- L. T. a jeho teorie domácích zvířat (L. T.’s Theory of Pets) – povídka byla poprvé publikována v limitované edici (vyšlo 1100 knih) Six Stories nakladatelství  Philtrum Press (1997), poté jako audiokniha spolu s Kingovým čtením z Londýna v Royal Festival Hall (2001) a o rok později v Everything’s Eventual (2002) – česky Všechno je definitivní (2003, 2008, 2015).
- Letní bouře (Summer Thunder) – povídka byla poprvé publikována v knize Turn Down the Lights nakladatelstvím Cemetery Dance a poté v The Bazaar of Bad Dreams (2015) – česky Bazar zlých snů (2016).
- Lituji, voláte správně (Sorry, Right Number) – scénař Stephen King napsal pro televizní hororový seriál Tales from the Darkside, který byl vysílán od 29. října 1983 do 24. července 1988. Sorry, Right Number byl odvysílán jako devátá epizoda čtvrté sezóny. Samotný scénář později vyšel v Nightmares & Dreamscapes (1993) – česky Pátá čtvrtina (2004, 2021).
- Majestátní Brooklyn (Brooklyn August) – báseň byla poprvé publikována v časopisu Io (1971), později vyšla v Nightmares & Dreamscapes (1993) – česky Pátá čtvrtina (v druhém vydání roku 2020).
- Mandl (The Mangler) – povídka byla poprvé publikována v časopise Cavalier (1972) a poté v Night Shift (1978) – česky poprvé v The best horror – povídky: III (1995). V jiném překladu pod názvem Šroťák v Mrtví se někdy vracejí (1992), Noční směna (1996, 2009, 2018) a v Stephen King Goes to the Movies (2009) – česky Stephen King jde do kina (2010). V roce 1995 natočil režisér Tobe Hooper podle povídky film v hlavní roli s Robertem Englundem. Film měl úspěch a dočkal se dvou pokračování, jednoho v roce 2002 a druhého v roce 2005.
- Maturitní odpoledne (Graduation Afternoon) – povídka poprvé vyšla v britském časopise Postscripts (2007) a poté v Just After Sunset (2008) – česky Za soumraku (2009, 2020).
- Míle 81 (Mile 81) – povídka byla poprvé publikována 1. září 2011 jako e-kniha a poté v The Bazaar of Bad Dreams (2015) – česky Bazar zlých snů (2016).
- Místnost smrti (In the Deathroom) – povídka byla poprvé publikována v Kingově audioknize Blood and Smoke (1999), poté poprvé v psané podobě v Secret Windows: Essays and Fiction on the Craft of Writing (2000) a pak v Everything’s Eventual (2002) – česky Všechno je definitivní (2003, 2008, 2015). V Everything’s Eventual King k povídce přidal poznámku: Toto je mírně kafkovský příběh o výslechové místnosti v jihoamerické verzi Pekla. V takových příbězích obvykle vyslýchaný chlapík všechno vysype a pak je zabit. (Nebo ztratí rozum). Chtěl jsem napsat jeden se šťastnějším koncem, jakkoli nereálný může být. V prosinci 2006 byla povídka zpracována Glennem Chadbournem jako komiks do knihy The Secretary of Dreams vydanou nakladatelstvím Cemetery Dance Publications.
- Mlha (The Mist) – novela byla poprvé publikována v antologii Dark Forces (1980) v Skeleton Crew (1985) – česky Mlha (2007, 2014, 2021). V roce 2007 natočil podle novely režisér Frank Darabont stejnojmenný film – v hlavní roli Thomas Jane.
- Modrý kompresor (The Blue Air Compressor) – povídka byla poprvé publikována v časopise Onan Magazine (1971), později vyšla upravená v časopise Heavy Metal (1981) a poté v antologii Shining in the Dark (2017), kterou sestavil k 20. výročí založení projektu Lilja's Library (webové stránky o životě a díle Stephena Kinga) švédský publicista Hans-Ake Lilja – česky Osvícení v temnotě (2018).
- Morálka (Morality) – povídka byla poprvé publikována v časopise Esquire (2009) a Stephen King za ni získal za rok 2009 cenu Shirley Jackson Award za nejlepší Novelette. Poté povídka vyšla v The Bazaar of Bad Dreams (2015) – česky Bazar zlých snů (2016).
- Mrtví se někdy vracejí (Sometimes They Come Back) – povídka byla poprvé publikována v časopise Cavalier (1974) a poté v Night Shift (1978) – česky Mrtví se někdy vracejí (1992) a Noční směna (1996, 2009, 2018). V roce 1991 byl natočen podle povídky televizní film – v hlavní roli Tim Matheson. Protože byl film úspěšný, bylo natočeno v roce 1996 pokračování Sometimes They Come Back… Again a v roce 1998 Sometimes They Come Back… for More.
- Můj hezký poník (My Pretty Pony) – povídku Stephen King původně napsal pro stejnojmennou ilustrovanou publikaci, kterou vydalo Whitney Museum of American Art (šestou v pořadí, náklad 250 knih) s ilustracemi Barbary Kruger (1989). Později povídka vyšla v Nightmares & Dreamscapes (1993) – česky Pátá čtvrtina (2004, 2021).
- Muž, který miloval květiny (The Man Who Loved Flowers) – povídka byla poprvé publikována v časopise Gallery (1977) a poté v Night Shift (1978) – česky Noční směna (1996, 2009, 2018). V roce 2015 byl podle povídky natočen společností Bricker-Down Productions film.
- Muž, který nepodával pravici (The Man Who Would Not Shake Hands) – povídka byla poprvé publikována v antologii Shadows 4 (1982) a poté v Skeleton Crew (1985) – česky Mlha (2007, 2014, 2021). Podle povídky byl vytvořen film, který byl promítán 3. dubna na festivalu Cedar Rapids Film Festival.
- N. (N.) – povídka poprvé vyšla v Just After Sunset (2008) – česky Za soumraku (2009, 2020).
- Na dobrou noc (One for the Road) – povídka byla poprvé publikována v časopise Maine (1977) a poté v Night Shift (1978) – česky Mrtví se někdy vracejí (1992) a Noční směna (1996, 2009, 2018). Povídka je pokračováním Kingova románu Prokletí Salemu a je též propojena s povídkou Prokletí jeruzalémské, která je prequelem obou. V prosinci 2006 byla povídka zpracována Glennem Chadbournem jako komiks do knihy The Secretary of Dreams vydanou nakladatelstvím Cemetery Dance Publications.
- Nadaný žák (Apt Pupil) – novela vyšla v Different Seasons (1982) – česky Nadaný žák (1991) a Čtyři roční doby (2003, 2014, 2021). Podle novely společnost Sony Pictures natočila v roce 1998 celovečerní film.
- Náklaďák strejdy Otta (Uncle Otto’s Truck) – povídka byla poprvé publikována v časopise Yankee (1983) a poté v Skeleton Crew (1985) – česky Mlha (2007, 2014, 2021). V prosinci 2006 byla povídka zpracována Glennem Chadbournem jako komiks do knihy The Secretary of Dreams vydanou nakladatelstvím Cemetery Dance Publications.
- Náklaďáky (Trucks) – povídka byla poprvé publikována v časopise Cavalier (1973) a poté v Night Shift (1978) – česky Noční směna (1996, 2009, 2018) a později v Death on Wheels (1999) – česky (v novém překladu pod názvem Kamiony) Smrt má kola (2001). Podle povídky byl natočen celovečerní film Maximum Overdrive (1986) a televizní adaptace Trucks (1997) – v hlavní roli Timothy Busfield.
- Nebeské stíny noci padají (Heavenly Shades of Night are Falling) – novela vyšla v Hearts in Atlantis (1999) – česky Srdce v Atlantidě (2001, 2015).
- Nekrology (Obits) – povídka byla poprvé publikována v The Bazaar of Bad Dreams (2015) – česky Bazar zlých snů (2016). V témže roce získala cenu Edgar Award udělovanou Mystery Writers of America za nejlepší krátký příběh a o rok později získala nominaci Hugo Award udělovanou World Science Fiction Society za nejlepší Novelette.
- Nekuřáci, a. a. (Quitters, Inc.) – povídka byla poprvé publikována v Night Shift (1978) – česky Mrtví se někdy vracejí (1992) a Noční směna (1996, 2009, 2018). O rok později byla vydána Edwardem D. Hochem v antologii Best detective stories of the year 1979. Později vyšla v novém českém překladu poz názvem Odvykači a. s. v knize Zločin (2003, 2005). Podle povídky byla natočena první část třídílného filmu Cat’s Eye (1985). V roce 2007 byl podle povídky natočn bollywodský film No Smoking.
- Němý (Mute) – povídka poprvé vyšla v časopise Playboy (2007) a poté v Just After Sunset (2008) – česky Za soumraku (2009, 2020).
- Ničemní muži ve žlutých pláštích (Low Men in Yellow Coats) – novela byla poprvé publikována v Hearts in Atlantis (1999) – česky Srdce v Atlantidě (2001, 2015) a poté (v novém překladu pod názvem Ničemové ve žlutých pláštích) v Stephen King Goes to the Movies (2009) – česky Stephen King jde do kina (2010). Podle novely byl natočen v roce 2001 film Hearts in Atlantis – v hlavní roli Anthony Hopkins.
- Noční pilot (The Night Flier) – povídka poprvé vyšla v antologii Prime Evil vydané nakladatelstvím New American Library (1988) a poté ve sbírce Nightmares & Dreamscapes (1993). Česky poprvé v knize The best horror – povídky: IV (1995), poté pod názvem Noční letec v knize Dolanův cadillac (2004, 2020). Ve roce 1988 získala povídka nominaci Bram Stoker Award udělovanou asociací Horror Writers Association (HWA) na nejlepší novelu/noveletu. Podle povídky byl v roce 1997 natočen stejnojmenný film, který režíroval Mark Pavia v hlavních rolích Miguel Ferrer a Julie Entwisle.
- Noční příboj (Night Surf) – povídka byla poprvé publikována v časopise Ubris (1969) a poté v Night Shift (1978) – česky Noční směna (1996, 2009, 2018). Podle povídky byl v rámci projektu Dollar Baby, v kterém Stephen King začínajícím filmařům uděluje autorská práva za jeden dolar, natočen v roce 2001 Peterem Sullivanem krátký film.
- Noční směna (Graveyard Shift) – povídka byla poprvé publikována v časopise Cavalier (1970) a poté v Night Shift (1978) – česky Mrtví se někdy vracejí (1992) a Noční směna (1996, 2009, 2018). Podle povídky byl v roce 1990 natočený stejnojmenný film.
- Nona (Nona) – povídka byla poprvé publikována v antologii Shadows (1978) a poté v Skeleton Crew (1985) – česky Hodina děsu (1992) a v novém překladu v Mlha (2007, 2014, 2021). V prosinci 2006 byla povídka zpracována Glennem Chadbournem jako komiks do knihy The Secretary of Dreams vydanou nakladatelstvím Cemetery Dance Publications.
- Období dešťů (Rainy Season) – povídka byla poprvé publikována v časopise Midnight Graffiti (1989), později vyšla v Nightmares & Dreamscapes (1993) – česky Pátá čtvrtina (2004, 2021). V prosinci 2006 byla zpracována Glennem Chadbournem jako komiks do knihy The Secretary of Dreams vydanou nakladatelstvím Cemetery Dance Publications. V roce 2017 (režie Vanessa Ionta Wright) a později v 2019 (režie Patrick Haischberger) byly dle povídky natočeny krátké filmy.
- Období vlkodlaka (Cycle of the Werewolf) – novela vyšla v roce 1983 v limitovaném vydání, později v roce 1985 v běžném vydání. Česky pouze jako e-kniha v překladu Petra Duška Období vlkodlaka (2003). V roce 1985 byl podle Kingova scénáře natočen film Silver Bullet – česky Stříbrná kulka – v hlavní roli Megan Follows, Terry O’Quinn a další, producent Dino De Laurentiis.
- Oběd v restauraci Gotham (Lunch at the Gotham Café) – povídka byla publikována v antologii Dark Love (1995) a v antologii The Year’s Best Fantasy and Horror: Ninth Annual Collection (1995) – česky Fantasy & Horor 1995, poté v limitované edici (vyšlo 1100 knih) Six Stories nakladatelství  Philtrum Press (1997) a později v Everything’s Eventual (2002) – česky v novém překladu pod názvem Oběd v Gotham Café v Všechno je definitivní (2003, 2008, 2015). Ve roce 1995 získala povídka cenu Bram Stoker Award udělovanou asociací Horror Writers Association (HWA) za nejlepší noveletu. V roce 1999 vyšla v audioknize Blood and Smoke. V roce 2005 podle povídky natočil režisér Jack Edward Sawyers film Gotham Cafe.
- Obraz smrtky (The Reaper’s Image) – povídka byla poprvé publikována v časopise Startling Mystery Stories[113] (1969) a poté v Skeleton Crew (1985) – česky Mlha (2007, 2014, 2021).
- Odpočívadlo (Rest Stop) – povídka poprvé vyšla v časopise Esquire (2003) a získala v kategorii Fikce za rok 2004 cenu Ellie – National Magazine Awards sponzorovanou American Society of Magazine Editors. Poté byla povídka vydána v Just After Sunset (2008) – česky Za soumraku (2009, 2020). V roce 2019 společnost Legendary Entertainment natočila podle povídky film.
- Opice (The Monkey) – povídka byla poprvé publikována v časopise Gallery (1980) a poté v Skeleton Crew (1985) – česky Mlha (2007, 2014, 2021). Povídka byla nominována v roce 1982 v kategorii nejlepší krátký příběh na cenu British Fantasy Award udělovanou British Fantasy Society (BFS). V prosinci 2006 byla povídka zpracována Glennem Chadbournem jako komiks do knihy The Secretary of Dreams vydanou nakladatelstvím Cemetery Dance Publications.
- Opilé rachejtle (Drunken Fireworks) – povídka byla poprvé publikována jako audio kniha (červen 2015) a poté v The Bazaar of Bad Dreams (listopad 2015) – česky Bazar zlých snů (2016). Dle povídky byl v roce 2016 společnostmi Rabbit Bandini Productions a Rubicon Entertainment natočen film – v hlavní roli James Franco.
- Pan Mňamka (Mister Yummy) – povídka byla poprvé publikována v The Bazaar of Bad Dreams (2015) – česky Bazar zlých snů (2016).
- Pán v černém obleku (The Man in the Black Suit) – povídka byla poprvé publikována v týdeníku The New Yorker (1994) a získala cenu World Fantasy Award (1995) a cenu O. Henry Award (1996) za nejlepší krátkou fikci. Poté vyšla v limitované edici (vyšlo 1100 knih) Six Stories nakladatelství  Philtrum Press (1997) a v roce 2002 v Everything’s Eventual (2002) – česky Všechno je definitivní (2003, 2008, 2015). V roce 2004 byl podle povídky natočen režisérem Johne, Vienerem krátký film.
- Paranoia: Zaklínadlo (Paranoid: A Chant) – báseň byla poprvé publikována v Skeleton Crew (1985) – česky Mlha (2007, 2014, 2021). Podle básně natočil v rámci projektu Dollar Baby, v kterém Stephen King začínajícím filmařům uděluje autorská práva za jeden dolar, v roce 2000 Jay Holben krátký film v hlavní roli starring Tonya Ivey.
- Pátá čtvrtina (The Fifth Quarter) – povídka poprvé vyšla v časopise Cavalier (1972), později v Nightmares & Dreamscapes (1993) – česky Pátá čtvrtina (2004, 2021) a poté v antologii Pulp Frictions, hardboiled stories (1996) – česky Pulp Frictions. Historky drsné školy (2006). Podle povídky byl natočen americkou kabelovou televizí TNT šestý díl z osmi seriálu Nightmares & Dreamscapes: From the Stories of Stephen King vysílaného od 12. července 2006 do 2. srpna 2006 – v hlavní roli Jeremy Sisto.
- Pekelný kocour (The Cat From Hell) – povídka poprvé vyšla v časopisu Cavalier (1977). King nejprve v březnovém čísle nechal publikovat prvních pět set slov a v rámci soutěže vyzval čtenáře, aby povídku dokončili. V červnovém čísle pak vyšlo vítězné dokončení od čtenáře i dokončení od autora. Poté vyšla v antologii Tales of Unknown Horror (1978), v antologii Magicats! (1984) a dále v antologii Twists of the Tale: An Anthology of Cat Horror (1996). V roce 2008 byla povídka vydána v Just After Sunset – česky Za soumraku (2009, 2020). Podle povídky byl natočen jeden z příběhů filmu Tales from the Darkside: The Movie (1990) – česky Příběhy z temnot: Film – v hlavních rolích Debbie Harry, Christian Slater, David Johansen, Steve Buscemi a další.
- Pitevní sál čtyři (Autopsy Room Four) – povídka byla poprvé publikována v limitované edici (vyšlo 1100 knih) Six Stories nakladatelství  Philtrum Press (1997) a poté ve stejném roce v antologii Robert Bloch’s Psychos. V roce 2002 vyšla v Everything’s Eventual – česky Všechno je definitivní (2003, 2008, 2015). Podle povídky byl natočen americkou kabelovou televizí TNT sedmý díl z osmi seriálu Nightmares & Dreamscapes: From the Stories of Stephen King vysílaného od 12. července 2006 do 2. srpna 2006. V hlavní roli Richard Thomas.
- Plážový svět (Beachworld) – povídka byla poprvé publikována v časopise Weird Tales (1984) a poté v Skeleton Crew (1985) – česky Mlha (2007, 2014, 2021). Podle povídky natočila v rámci projektu Dollar Baby, v kterém Stephen King začínajícím filmařům uděluje autorská práva za jeden dolar, ruská umělkyně Maria Ivanova krátký animovaný film, který sama režírovala i animovala.
- Pod psa (Under the Weather) – povídka byla poprvé publikována jako bonus v knize Full Dark, No Stars vydané v roce 2011 (první vydání této knihy z roku 2010 a pozdější vydání tuto povídku neobsahuje)[114] a poté v The Bazaar of Bad Dreams (2015) – česky Bazar zlých snů (2016).
- Policajt z knihovny (The Library Policeman) – novela vyšla v knize Four Past Midnight (1990) – česky Čtyři po půlnoci (2002, 2017). Kniha získala v roce 1990 cenu Bram Stoker Award v kategorii nejlepší Fiction Collection.
- Popsy (Popsy) – povídka poprvé vyšla v antologii Masques II (1987), poté v antologii The Year’s Best Horror Stories XVI (1988) – česky Nejlepší horory roku I (1994), dále ve sbírce Nightmares & Dreamscapes (1993) – česky (v novém překladu pod názvem Taťka) v Dolanův cadillac (2004, 2020) a v The Vampire Archive (2007) – česky (v novém překladu pod názvem Taťka) Z upířích archivů. Kniha I. (2010).
- Porod (Home Delivery) – povídka byla poprvé publikována v knize Book of the Dead (1989) a v Nightmares & Dreamscapes (1993) – česky Pátá čtvrtina (2004, 2021). V roce 2005 byl podle povídky natočen krátký film, který byl uveden na filmovém festivalu RiverRun International Film Festival. V prosinci 2006 byla zpracována Glennem Chadbournem do komiksové knihy The Secretary of Dreams vydanou nakladatelstvím Cemetery Dance Publications.
- Poslední příčka žebříku (The Last Rung on the Ladder) – povídka byla poprvé publikována v Night Shift (1978) – česky Mrtví se někdy vracejí (1992) a Noční směna (1996, 2009, 2018).
- Posmrtný život (Afterlife) – povídka byla poprvé publikována v časopise Tin House a poté v The Bazaar of Bad Dreams (2015) – česky Bazar zlých snů (2016).
- Prám (The Raft) – povídka byla poprvé publikována v časopise Gallery (1982) a poté v Skeleton Crew (1985) – česky Hodina děsu (1992) a v novém překladu v Mlha (2007, 2014, 2021). Podle povídky natočil Michael Gornick v roce 1987 jednu část horororové filmové antologie Creepshow 2.
- Premium Harmony (Premium Harmony) – povídka byla poprvé publikována v týdeníku 'The New Yorker (2009) a poté v The Bazaar of Bad Dreams (2015) – česky Bazar zlých snů (2016). Odehrává se v Castle Rocku.
- Pro Owena (For Owen) – báseň byla publikována v Skeleton Crew (1985) – česky Mlha (2007, 2014, 2021).
- Proč jsme byli ve Vietnamu (Why We’re in Vietnam) – novela vyšla v Hearts in Atlantis (1999) – česky Srdce v Atlantidě (2001, 2015).
- Prodlužování času (Fair Extension) – novela byla poprvé publikována v Full Dark, No Stars (2010) – česky Černočerná tma (2011, 2018).
- Prokletí jeruzalémské (Jerusalem’s Lot) – povídka byla poprvé publikována v Night Shift (1978) – česky Noční směna (1996, 2009, 2018) a poté v druhém a třetím vydání stejnojmenné knihy v novém překladu pod názvem Prokletí Jeruzalému. V prosinci 2006 byla povídka zpracována Glennem Chadbournem jako komiks do knihy The Secretary of Dreams vydanou nakladatelstvím Cemetery Dance Publications. V 2019 kabelová televize Epix natočila na dle povídky Jerusalem’s Lot desetidílný seriál Chapelwaite. Povídka je prequelem Kingova románu Prokletí Salemu a na něj navazující povídkou Na dobrou noc.
- Prst (The Moving Finger) – povídka poprvé vyšla v časopise The Magazine of Fantasy & Science Fiction (1990) a poté ve sbírce Nightmares & Dreamscapes (1993) – česky Dolanův cadillac (2004, 2020). Podle povídky byla natočena závěrečná epizoda seriálu Monsters vysílaného od 1. října 1988 do 1. dubna 1991 syndikátem amerických rádiových a televizních stanic a později odvysílána na kabelovém kanále Sci-Fi Channel.
- Předplatné New York Times za mimořádně zvýhodněnou cenu (The New York Times at Special Bargain Rates) – povídka poprvé vyšla vyšla v roce 2008 v podzimním čísle časopisu Fantasy & Science Fiction – česky Fantasy & Science Fiction 2008 – podzim a poté v Just After Sunset (2008) – česky v novém překladu pod názvem Předplatné New York Times za velmi výhodnou cenu v Za soumraku (2009, 2020).
- Přemístění (The Reploids) – povídka vyšla v knize Dark Visions (1989) – česky Temné vize (1996).
- Přerůstá vás (It Grows on You) – povídka poprvé vyšla v časopise Marshroots (1973), poté v Whispers (1982) a později ve sbírce Nightmares & Dreamscapes (1993) – česky Dolanův cadillac (2004, 2020).
- Případ pro doktora Watsona (The Doctor’s Case) – povídka poprvé vyšla v The New Adventures of Sherlock Holmes (1987) jako připomínka uplynutí sto roků od vydání povídky Strakatý pás Sira Arthura Conana Doyla, v které se úplně poprvé objevily postavy Sherlocka Holmese a doktora Watsona. Česky poprvé vyšla v Nová dobrodružství Sherlocka Holmese I (2000) a pod názvem Doktorův případ v Nová dobrodružství Sherlocka Holmese (2008) a v knize Velká kniha příběhů Sherlocka Holmese (2017). Spolu s dalšími Kingovými povídkami vyšla v originále Nightmares & Dreamscapes (1993) – česky (v novém překladu pod názvem Doktorův případ) Pátá čtvrtina (2004, 2021).
- Ranní rozvážky (Morning Deliveries) – povídka byla poprvé publikována v Skeleton Crew (1985) – česky Mlha (2007, 2014, 2021).
- Rita Hayworthová a vykoupení z věznice Shawshank (Rita Hayworth and Shawshank Redemption) – novela poprvé vyšla v Different Seasons (1982) – česky Čtyři roční doby (2003, 2014, 2021) a poté v Stephen King Goes to the Movies (2009) – česky Stephen King jde do kina (2010). V roce 1994 byl podle novely natočen film The Shawshank Redemption – česky Vykoupení z věznice Shawshank a získal sedm nominací na Oscara (nejlepší film, nejlepší herec v hlavní roli – Morgan Freeman, nejlepší adaptovaný scénář, nejlepší kamera, nejlepší střih, nejlepší původní hudba a nejlepší zvuk), v žádné kategorii však cenu nezískal.
- Rotoped (Stationary Bike) – povídka poprvé vyšla v antologii Borderlands 5: An Anthololgy of Imaginative Fiction (2003) – česky Na pomezí (2005) a v roce 2008 v Just After Sunset – česky Za soumraku (2009, 2020). Podle povídky natočila filmová společnost Gwynplaine Films v roce 2012 krátký film s názvem Bike.
- Římsa (The Ledge) – povídka byla poprvé publikována v časopise Penthouse (1976) a poté v Night Shift (1978) – česky Mrtví se někdy vracejí (1992) a Noční směna (1996, 2009, 2018). Podle povídky byla natočena druhá část třídílného filmu Cat’s Eye (1985).
- Sestřičky z Elurie (The Little Sisters of Eluria) – povídka byla publikována poprvé v Legends: Stories by the Masters of Modern Fantasy (1998) – česky Legendy 1: nové příběhy ze známých cyklů (1999) a poté v Everything’s Eventual (2002) – česky Všechno je definitivní (2003, 2008, 2015). V roce 2009 vyšla ve zvláštní edici spolu s románem The Dark Tower: The Gunslinger – česky Temná věž: Pistolník.
- Silniční virus míří na sever (The Road Virus Heads North) – povídka byla poprvé publikována v antologii 999: New Stories of Horror and Suspense, která byla později nazvána 999: Twenty-Nine Original Tales of Horror and Suspense (1999) a poté v Everything’s Eventual (2002) – česky Všechno je definitivní (2003, 2008, 2015). Podle povídky natočil Dave Brock v roce 1999 film v rámci projektu Dollar Baby, v kterém Stephen King začínajícím filmařům uděluje autorská práva za jeden dolar. Podle povídky byl natočen americkou kabelovou televizí TNT pátý díl z osmi seriálu Nightmares & Dreamscapes: From the Stories of Stephen King vysílaného od 12. července 2006 do 2. srpna 2006. V hlavní roli Tom Berenger. V prosinci 2006 byla povídka zpracována Glennem Chadbournem jako komiks do knihy The Secretary of Dreams vydanou nakladatelstvím Cemetery Dance Publications.
- Skryté okno do skryté zahrady (Secret Window, Secret Garden) – novela vyšla v knize Four Past Midnight (1990) – česky Čtyři po půlnoci (2002, 2017). Kniha získala v roce 1990 cenu Bram Stoker Award v kategorii nejlepší Fiction Collection. V roce 2004 vznikl podle novely film Secret Window – česky Tajemné okno  – režie David Koepp, hlavní role Johnny Depp, John Turturro, Maria Bello.
- Slepý Willie (Blind Willie) – novela vyšla v Hearts in Atlantis (1999) – česky Srdce v Atlantidě (2001, 2015). V roce 1997 v limitované edici (vyšlo 1100 knih) Six Stories nakladatelství  Philtrum Press (1997).
- Sluneční pes (The Sun Dog) – novela vyšla v knize Four Past Midnight (1990) – česky Čtyři po půlnoci (2002, 2017). Kniha získala v roce 1990 cenu Bram Stoker Award v kategorii nejlepší Fiction Collection.
- Smrt (A Death) – povídka byla poprvé publikována v týdeníku The New Yorker (2015) a poté v The Bazaar of Bad Dreams (2015) – česky Bazar zlých snů (2016).
- Smrt Jacka Hamiltona (The Death of Jack Hamilton) – povídka byla poprvé publikována v týdeníku The New Yorker (2001) a poté v Everything’s Eventual (2002) – česky Všechno je definitivní (2003, 2008, 2015). Povídka je napsána na základě pravdivé události – smrti Jacka Hamiltona, člena prvního gangu Johna Dillingera. Podle povídky byl v rámci projektu Dollar Baby, v kterém Stephen King začínajícím filmařům uděluje autorská práva za jeden dolar, natočen v roce 2012 krátký film.
- Srdce v Atlantidě (Hearts in Atlantis) – novela vyšla v Hearts in Atlantis (1999) – česky Srdce v Atlantidě (2001, 2015).
- Strýček Clayton (Uncle Clayton) – povídka – pravdivý příběh byl poprvé publikovaán v časopise Playboy (červen 1983) později v antologii Dancing with the Dark (1997) – česky Valčík s temnotou (1998).
- Šedá hmota (Gray Matter) – povídka byla poprvé publikována v časopise Cavalier (1973) a poté v Night Shift (1978) – česky Noční směna (1996, 2009, 2018). Příběh se odehrává ve stejné lokaci jako Kingův román Dreamcatcher – česky Pavučina snů. V roce 2019 byla podle povídky natočena společností AMC Networks první epizoda seriálu Creepshow – v jedné z hlavních rolí Tobin Bell. V prosinci 2006 byla povídka zpracována Glennem Chadbournem jako komiks do knihy The Secretary of Dreams vydanou nakladatelstvím Cemetery Dance Publications.
- Telefon pana Harrigana (Mr. Harrigan’s Phone) – novela byla poprvé publikována v If It Bleeds (2020) – česky Když teče krev (2021).
- Tělo (The Body) – novela vyšla v Different Seasons (1982) – česky Nadaný žák (1991) a Čtyři roční doby (2003, 2014, 2021). Podle novely byl natočen v roce 1986 film Stand by Me.
- Ten autobus je jiný svět (That Bus Is Another World) – povídka byla poprvé publikována v časopise Esquire (2014) a poté v The Bazaar of Bad Dreams (2015) – česky Bazar zlých snů (2016).
- Ten pocit, co popsat se dá jen těmi francouzskými slovy (That Feeling, You Can Only Say What It Is in French) – povídka byla poprvé publikována v týdeníku The New Yorker (1998) a poté v Everything’s Eventual (2002) – česky Všechno je definitivní (2003, 2008, 2015).
- Textový procesor bohů (The Word Processor of the Gods) – povídka byla poprvé publikována v časopise Playboy (1983) a poté Skeleton Crew (1985) – česky Hodina děsu (1992) a v novém překladu v Mlha (2007, 2014, 2021). Podle povídky byla natočena osmá epizoda první série televizního seriálu Tales from the Darkside, která byla poprvé odvysílána 25. listopadu 1984.
- Tommy (Tommy) – báseň byla poprvé publikována v časopise Playboy (2010) a později v (The Bazaar of Bad Dreams (2015) – česky Bazar zlých snů (2016).
- Trápení s dětičkami (Suffer the Little Children) – povídka poprvé vyšla v americkém časopise Cavalier (únor 1972), poté ve sbírce Nightmares & Dreamscapes (1993). Česky poprvé v knize Hlas krve (1996). V knize Dolanův cadillac (2004, 2020) vyšla v novém překladu pod názvem Nechte dítek jíti ke mně.
- Trávníkář (The Lawnmower Man) – povídka byla poprvé publikována v časopise Cavalier (1975) a poté v Night Shift (1978) – česky Noční směna (1996, 2009, 2018). Povídka byla vydána jako komiks v Bizarre Adventures komiksového časopisu Marvel Preview společností Magazine Management Co., Inc. (1981). V roce 1987 byl podle povídky v rámci projektu Dollar Baby, v kterém Stephen King začínajícím filmařům uděluje autorská práva za jeden dolar, natočen producentem Michaelem De Luca a režisérem Jamesem Gonisem krátký dvanáctiminutový film. V roce 1992 byl podle povídky natočen celovečerní film v hlavních rolích Jeff Fahey a Pierce Brosnan.
- Typ pro přežití (Survivor Type) – povídka poprvé vyšla v antologii Terrors vytvořenou Charlesem L. Grantem (1982), česky v The best horror – povídky: III (1995). Dále v Skeleton Crew (1985) – česky v novém překladu pod názvem Nezmar v Mlha (2007, 2014, 2021). Podle povídky byl vytvořen A Creepshow Animated Special – speciální animovaný díl hororové streamované televizní série Creepshow společnosti AMC Networks – v roce 2021 byla odvysílána již třetí série.
- Udrž hlavu (Head Down) – esej poprvé publikována v týdeníku The New Yorker (1990), později v Nightmares & Dreamscapes (1993) – česky Pátá čtvrtina (v druhém vydání z roku 2020). V úvodu textu autor čtenáře upozorňuje, že se nejedná o povídku, ale o esej – tedy o úvahu na určité téma, spočívající v přemýšlení o faktech a jejich hodnocení.
- Umneyho poslední případ (Umney’s Last Case) – povídka byla poprvé publikována v Nightmares & Dreamscapes (1993) – česky Pátá čtvrtina (2004, 2021). Podle povídky byl natočen americkou kabelovou televizí TNT třetí díl z osmi seriálu Nightmares & Dreamscapes: From the Stories of Stephen King vysílaného od 12. července 2006 do 2. srpna 2006 – v hlavní roli William H. Macy.
- Ur (Ur) – novela byla exclusivně napsána pro platformu Amazon Kindle (2009) a poté vyšla v The Bazaar of Bad Dreams (2015) – česky Bazar zlých snů (2016).
- Utíkej, Káčo, utíkej (The Gingerbread Girl) – povídka poprvé vyšla v časopise Esquire (2007) a poté v Just After Sunset (2008) – česky Za soumraku (2009, 2020). Podle povídky natočila v roce 2018 společnost Brainstorm Media film, který režíroval Craig R. Baxley.
- Úžina (The Reach) – povídka byla poprvé publikována pod názvem Do the Dead Sing? v časopise Yankee (1981) v poté již pod názvem The Reach v Skeleton Crew (1985) – česky Hodina děsu (1992) a v novém překladu v Mlha (2007, 2014, 2021). V prosinci 2006 byla povídka zpracována Glennem Chadbournem jako komiks do knihy The Secretary of Dreams vydanou nakladatelstvím Cemetery Dance Publications.
- V úzkých (A Very Tight Place) – povídka poprvé vyšla v časopise McSweeney’s (2008) a poté v Just After Sunset (2008) – česky Za soumraku (2009, 2020).
- Věci, které po sobě zanechali (The Things They Left Behind) – povídka poprvé vyšla v Transgressions (2005) – česky Nenávist (2006) a poté v Just After Sunset (2008) – česky v novém překladu pod názvem Věci, které po nich zůstaly v Za soumraku (2009, 2020).
- Velký řidič (Big Driver) – novela byla poprvé publikována v Full Dark, No Stars (2010) – česky Černočerná tma (2011, 2018). Podle novely natočila společnost Lifetime TV movie v roce 2014 film, který byl vysílán na kanále Lifetime.
- Věnování (Dedication) – povídka poprvé vyšla v knize Dark Visions (1989) – česky Temné vize (1996) a poté ve sbírce Nightmares & Dreamscapes (1993) – česky Dolanův cadillac (2004, 2020). Podle povídky byly v rámci projektu Dollar Baby, v kterém Stephen King začínajícím filmařům uděluje autorská práva za jeden dolar, vytvořeny dva krátké filmy. V roce 2017 Tynou Ezenmou a v roce 2018 Selinou Sondermann.
- Víte, že tam mají pekelně dobrou kapelu? (You Know They Got a Hell of a Band) – povídka poprvé vyšla v antologii Shock Rock a poté ve sbírce Nightmares & Dreamscapes (1993) – česky Dolanův cadillac (2004, 2020). Název povídky a jméno města Rock and Roll Heaven jsou převzaty z písně Rock and Roll Heaven, kterou v roce 1973 nahrála americká skupina Climax a o rok později proslavila skupina The Righteous Brothers. Podle povídky byl natočen americkou kabelovou televizí TNT závěrečný díl z osmi seriálu Nightmares & Dreamscapes: From the Stories of Stephen King vysílaného od 12. července 2006 do 2. srpna 2006 v hlavních rolích Kim Delaney, Steven Weber a Jacinta Stapleton.
- Vše, co miluješ, ztratí se v dáli (All That You Love Will Be Carried Away) – povídka byla poprvé publikována v týdeníku The New Yorker (2001) a poté v Everything’s Eventual (2002) – česky Všechno je definitivní (2003, 2008, 2015). Podle povídky bylo v rámci projektu Dollar Baby, v kterém Stephen King začínajícím filmařům uděluje autorská práva za jeden dolar, natočeno do roku 2019 sedm různých krátkých filmů.
- Všechno je definitivní (Everything’s Eventual) – povídka byla poprvé publikována v časopise The Magazine of Fantasy & Science Fiction (1997) a poté v Everything’s Eventual (2002) – česky Všechno je definitivní (2003, 2008, 2015).
- Willa (Willa) – povídka poprvé vyšla v časopise Playboy (2006) a poté v Just After Sunset (2008) – česky Za soumraku (2009, 2020). Podle povídky byl natočen v roce 2019 režisérem Corey Mayne krátký film.
- Zde jsou tygři (Here There Be Tygers) – povídka byla poprvé publikována v časopise Ubris (1968) a poté v Skeleton Crew (1985) – česky Mlha (2007, 2014, 2021).
- Zelený bůžek bolesti (The Little Green God of Agony) – povídka poprvé vyšla v A Book of Horrors (2011) – česky Kniha hrůzy (2012) a poté v The Bazaar of Bad Dreams (2015) – česky (v novém překladu pod názvem Zelený bůžek agonie) Bazar zlých snů (2016). V roce 2012 Dennis Calero vytvořil dle povídky komiks publikovaný na internetu a v roce 2020 Ian B. Goldberg stejnojmenný film.
- Zkratka paní Toddové (Mrs. Todd’s Shortcut) – povídka byla poprvé publikována v časopise Redbook (1984) a poté v Skeleton Crew (1985) – česky Hodina děsu (1992) a v novém překladu v Mlha (2007, 2014, 2021). V povídce se zmiňuje Joe Camber, postava z Kingova románu Cujo.
- Zlý chlapeček (Bad Little Kid) – povídka byla poprvé publikována v elektronické formě v němčině a francouzštině, poté anglicky v The Bazaar of Bad Dreams (2015) – česky Bazar zlých snů (2016).
- Zuby (Chattery Teeth) – povídka poprvé vyšla v časopise Cemetery Dance (1992) a poté ve sbírce Nightmares & Dreamscapes (1993) – česky Dolanův cadillac (2004, 2020). Povídka se spolu s povídkou Clivea Barkera The Body Politic stala předlohou televizní hororové komedie Quicksilver Highway natočené režisérem Mickem Garrisem v roce 1997 v hlavních rolích Christopher Lloyd, Matt Frewer a Raphael Sbarge.
- Žebrák a diamant (The Beggar and the Diamond) – povídka byla poprvé publikována v Nightmares & Dreamscapes (1993) – česky Pátá čtvrtina (2004, 2021).
- Žena v pokoji (The Woman in the Room) – povídka byla poprvé publikována v Night Shift (1978) – česky Noční směna (1996, 2009, 2018). Podle povídky byl v rámci projektu Dollar Baby, v kterém Stephen King začínajícím filmařům uděluje autorská práva za jeden dolar, natočen režisérem Frankem Darabontem v roce 1980 krátký film.